# Itamarati de Minas
Itamarati de Minas este un oraș în Minas Gerais (MG), Brazilia.